# Алосно
Алосно (на испански: Alosno) е населено място и община в Испания. Намира се в провинция Уелва, в състава на автономната област Андалусия. Общината влиза в състава на района (комарка) Андевало. Заема площ от 193 km². Населението му е 4386 души (по преброяване от 2010 г.). Разстоянието до административния център на провинцията е 43 km.

## Демография
| 1996 | 1998 | 1999 | 2000 | 2001 | 2002 | 2003 | 2004 | 2005 | 2006 |
| ---- | ---- | ---- | ---- | ---- | ---- | ---- | ---- | ---- | ---- |
| 5054 | 4861 | 4843 | 4834 | 4792 | 4670 | 4514 | 4419 | 4514 |      |